# Qiang Jia
Qiang Jia (羌甲; Qiāng Jiǎ) eller Wo Jia (沃甲; Wò Jiǎ) eller Kai Jia (開甲; Kāi Jiǎ) var en kinesisk kung över den forna Shangdynastin. Da Jia regerade under fem år, under slutet av 1300-talet f.Kr. I orakelbensskrifterna titulerades han Qiang Jia, i Bambuannalerna Kai Jia och i Shiji skrevs hans namn Wo Jia. Hans personnamn var Yu (踰).
Qiang Jias far var kung Zu Yi. Qiang Jia tillträdde som kung efter att hans bror kung Zu Xin avlidit. Han regerade riket från Bi (庇).
Under sitt femte år som regent avled han. Qiang Jia efterträddes efter sin död av Zu Ding. Enligt orakelbensskrifterna var Zu Ding en brorson till Qiang Jia, men enligt Shiji var Zu Ding en äldre bror.